# Aszur-dan II
Aszur-dan II (akad. Aššur-dān, tłum. „bóg Aszur jest potężny”) – król Asyrii, syn i następca Tiglat-Pilesera II; według Asyryjskiej listy królów panować miał przez 23 lata. Jego rządy datowane są na lata 934-912 p.n.e.

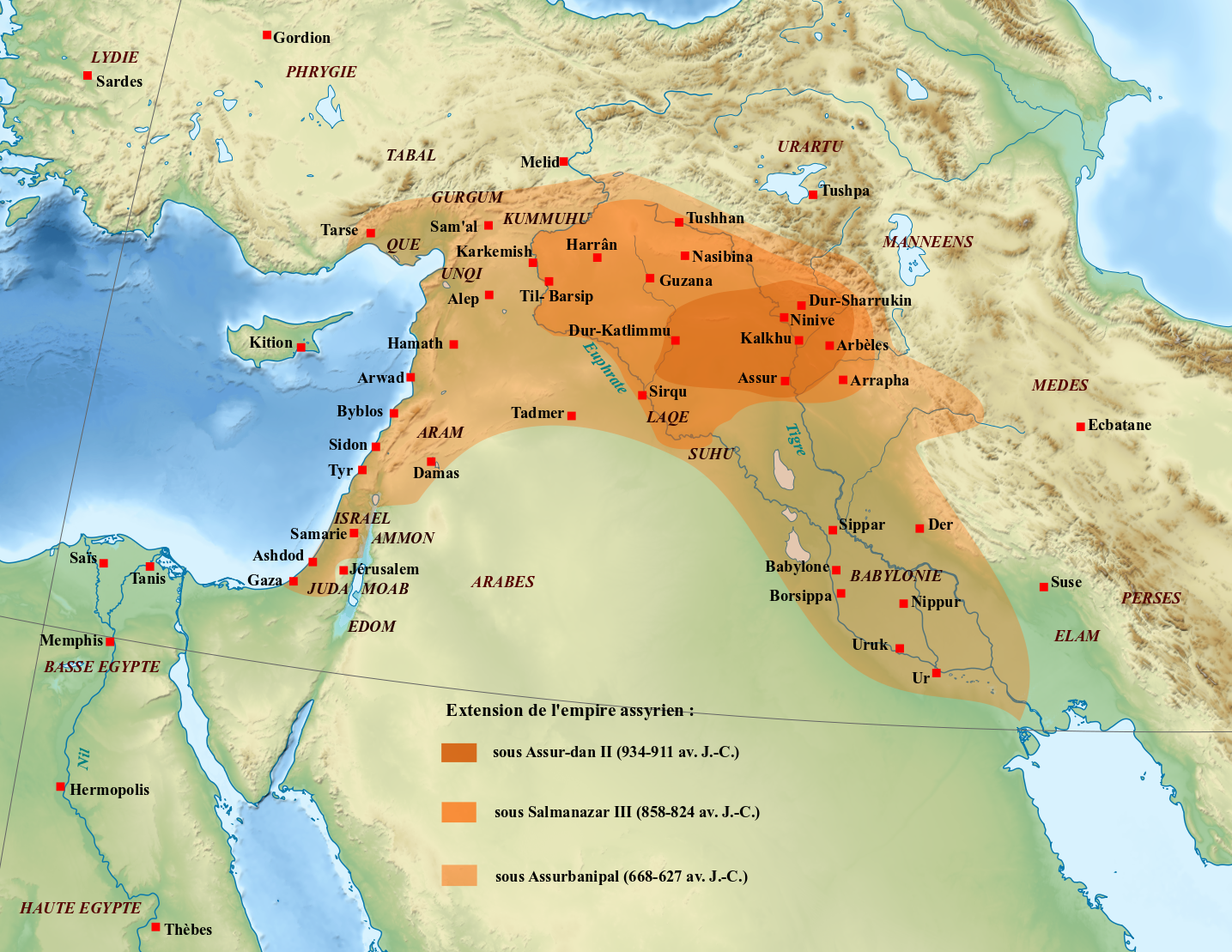
Mapa państwa asyryjskiego za czasów Aszur-dana II (kolor czerwony)

Za jego panowania rozpoczął się długi proces wychodzenia Asyrii z okresu słabości co może symbolizować pewna inskrypcja króla. Pisze w niej o odbudowie „Bramy Rękodzielników” - najważniejszej bramy miejskiej w Aszur, zbudowanej przez wielkiego Tiglat-Pilesera I, która w chwili rozpoczęcia przez niego panowania była w ruinie. W czasie swego panowania przeprowadził wiele kampanii przeciwko Aramejczykom na zachód od Tygrysu w północnej Mezopotamii, których napór  na Asyrię w tym czasie znacznie osłabł. Na ziemiach ponownie zdobytych król podobnie jak jego poprzednicy sprowadzał osadników:
„Przyprowadziłem z powrotem wyczerpany lud asyryjski, który musiał opuścić swoje miasta i domy w obliczu nędzy, niedostatku i głodu, i udał się do innych krajów. Osadziłem ich w miastach i odpowiednich domach tam w pokoju. Zbudowałem pałace w różnych częściach mojego kraju. Kazałem zaprzęgać do pługa w różnych częściach mojego kraju i zebrałem więcej zboża niż kiedykolwiek przedtem”.